# Cycle combiné à gazéification intégrée
Une centrale électrique à cycle combiné à gazéification intégrée (CCGI) peut utiliser des carburants solides tels que le charbon. Ce type de centrale se caractérise par une opération de gazéification, qui convertit la matière première en un gaz combustible (gaz de synthèse) qui alimente une centrale électrique à cycle combiné.

## Principe de fonctionnement
Le combustible est d’abord réduit en grains, puis injecté dans un gazéificateur, en présence d’oxygène et de vapeur d’eau. L’oxygène n’est pas assez abondant pour permettre une combustion complète. Plusieurs réactions ont lieu : combustion partielle (qui notamment donne du monoxyde de carbone), pyrolyse qui décompose les molécules du combustible, et réaction avec la vapeur d’eau qui produit du monoxyde de carbone et du dihydrogène.
L’oxygène est isolé par une unité cryogénique de séparation de l’air.
En sortie du gazéificateur, on obtient donc un gaz de synthèse composé notamment de CO, CO2, H2, H2S. Ce gaz est refroidi puis traité ; en particulier les poussières sont filtrées, et le soufre retiré par absorption chimique. Les cendres issues du gazéificateur sont elles aussi traitées, ce qui permet notamment de récupérer les métaux lourds.
Ensuite le gaz de synthèse traité est utilisé comme carburant de la centrale à cycle combiné elle-même : une ou plusieurs turbines à combustion dont les gaz d’échappement alimentent une chaudière connectée à une turbine à vapeur, laquelle récupère aussi de la chaleur issue du refroidissement du gazéificateur.

### Bilan énergétique
Voici un exemple de bilan énergétique, celui de la centrale espagnole PIEMSA, tous les chiffres étant ramené à 100 pour l’énergie du combustible en entrée. Les chiffres exacts changent d’une centrale à l’autre. Cette centrale produit de l’hydrogène en plus de l’électricité, ce qui complique légèrement le bilan. Elle utilise comme combustible un résidu du raffinage du pétrole.
- Pouvoir calorifique du combustible en entrée : 100 (pouvoir calorifique inférieur).
- Pouvoir calorifique du gaz de synthèse brut : 83,7
- Pouvoir calorifique du syngaz traité envoyé dans les turbines à combustion: 74,4 en alimentation principale, 1 en postcombustion
- Pouvoir calorifique de l’hydrogène produit : 3,2
- Pouvoir calorifique des gaz résiduels du réacteur de production d’hydrogène (envoyés également aux turbines à combustion) : 1,5
- Production d’électricité des deux turbines à combustion : 29,2
- Production d’électricité de la turbine à vapeur : 17,2
- Rendement électrique brut : 46,4 %

Il faut cependant en déduire la consommation propre de la centrale.
- Consommation de l’unité de production d’oxygène : -5,7
- Divers : -1,7.

Ainsi, pour 100 joules de combustible, la centrale a une production nette de 39 joules d’électricité, et de 3 joules d’hydrogène, soit un rendement global de 42 %.

### Variantes et améliorations
Il existe au Japon une centrale de démonstration de 250 MW, à Iwaki, qui utilise une gazéification à l'air et non à l'oxygène. Ce choix permet d’éliminer l’unité de production d’oxygène, en contrepartie la présence d’azote augmente la taille du gazéificateur et dilue le gaz de synthèse, qui a donc un pouvoir calorifique bien moindre.
Selon la conception de la centrale, l’unité de séparation d’oxygène peut être indépendante ou connectée à la turbine à combustion (recevoir d’elle de l’air comprimé et lui restituer l’azote).
Plusieurs améliorations sont prévues sur les centrales futures, l’objectif du département de l'Énergie des États-Unis (United States Department of Energy, DoE) étant d’arriver à terme à un rendement net de 50 % .
Une première amélioration est l’utilisation d’une séparation d’oxygène basée sur des membranes de séparation des gaz et non sur la distillation cryogénique. Cette solution consomme moins d’énergie et pourrait selon le DoE améliorer le rendement de 2 points. Le nettoyage du gaz de synthèse chaud permettrait de conserver la chaleur du syngaz jusqu’aux turbines et pourrait aussi légèrement améliorer le rendement.
Par ailleurs, toute amélioration portée aux centrales à cycle combiné (sur les turbines à combustion, les chaudières de récupération et les turbines à vapeur) peut également profiter à une centrale à gazéification intégrée.
S’agissant de la dépollution, la capture du mercure, seul polluant non encore traité, a été installée sur l’une des dernières centrales CCGI construite, à Kingsport (Tennessee). Les émissions de mercure sont réduites de 95 % .

### Séquestration du CO2
À terme, le principe de la centrale CCGI peut être adapté pour y intégrer la séquestration du CO2. Il s’agit d’ajouter avant la turbine à combustion un réacteur chimique convertissant le monoxyde de carbone en dihydrogène et dioxyde de carbone (réaction du gaz à l'eau) et un dispositif séparant le CO2 (qui est expédié vers le site de séquestration) et le dihydrogène qui alimente la centrale à cycle combiné. Le rendement serait diminué de plusieurs points.

## Avantages

### Environnement
Contrairement à une centrale au charbon classique, où les polluants comme le soufre sont capturés dans les gaz d’échappement de la chaudière, ici ils sont retirés en amont de la turbine à gaz. Cette dépollution précombustion est très efficace. De plus une turbine à gaz produit moins d’oxydes d’azote qu’une chaudière. Ainsi, une centrale à gazéification intégrée a des niveaux d’émission de polluants locaux, tels que les SO2, NOx, ozone, mercure, microparticules et composés organiques, qui peuvent être réduits à des niveaux plus bas que les meilleures centrales à chaudière, approchant le niveau d’une centrale au gaz naturel. En revanche, en l’absence de séquestration, les émissions de CO2 restent identiques à celle de n’importe quelle autre centrale à charbon à rendement égal.

### Carburants
La polyvalence des gazéifications et l’efficacité de l’extraction des polluants permet d’utiliser une grande variété de combustibles : charbons et lignites de différentes qualités, résidus du raffinage du pétrole (coke de pétrole, asphalte...), biomasse, etc.

### Multiproduction
Le gaz de synthèse est une matière première pétrochimique. Il est ainsi possible d’associer à la production d’électricité différents produits auxiliaires, tels que l’hydrogène, le méthanol, l’éthylène. Ces produits sont généralement fabriqués à partir de gaz naturel.